# Кирпичная улица (Казань)
Кирпичная улица (тат. Кирпеч урамы, Kirpeç uramı) — небольшая улица в Советском районе Казани, в историческом районе Клыковка. 

## География
Начинаясь от перекрёстка с улицей Красной Позиции, пересекается с улицей Толбухина и заканчивается пересечением с Гвардейской улицей.

## История
Возникла во второй половине 1930-х годов на Клыковской стройке как 2-я Арская улица; к концу 1930-х улица уже имела современное название.
По состоянию на вторую половину 1930-х годов, на улице имелось более 10 домовладений: №№ 1–23/4, все частные. На тот момент улица начиналась от Железнодорожной улицы и пересекала улицы Челнинская, Кукморская и Строительная.
Застройка улицы малоэтажными сталинками (в основном ведомственными) происходила в основном в 1950-х годах, во второй половине 1960-х к ним добавились хрущёвки, построенные на месте снесённых частных домов. В 2000-е годы малоэтажные сталинки были снесены в рамках программы ликвидации ветхого жилья.
После введения в городе деления на административные районы входила в состав Советского (до 1957 года Молотовского, до 1973), Вахитовского (1973–1994) и вновь Советского (с 1994) районов.

## Объекты
- № 2а ― детский сад № 100 «Огонёк» (бывший № 298).[15]
- № 4 — поликлиническое отделение больницы № 18 (бывшая поликлиника № 1).[15]
- № 9 ― бывшее общежитие Казанских электросетей.[16]
- № 16 ― жилой дом треста «Татсельстрой» (снесён).[16]
- № 18, 20, 22, 24, 26, 28 ― жилые дома речного порта (снесены).[16]

## Транспорт
Общественный транспорт по улице не ходит. Ближайшая остановка общественного транспорта — «Кафе „Сирень“» (автобус, троллейбус, трамвай) у её пересечения с Гвардейской улицей. 